# Sedum jordanianum
Sedum jordanianum är en fetbladsväxtart som beskrevs av Alain Dobignard. Sedum jordanianum ingår i Fetknoppssläktet som ingår i familjen fetbladsväxter. Inga underarter finns listade i Catalogue of Life.